# Nathalie Bouvier
Nathalie Bouvier (ur. 31 sierpnia 1969 w Les Rousses) – francuska narciarka alpejska, wicemistrzyni świata.

## Kariera
Pierwszy raz na arenie międzynarodowej pojawiła się w kwietniu 1986 roku, podczas mistrzostw świata juniorów w Bad Kleinkirchheim. Wystartowała tam w trzech konkurencjach, najlepszy wynik osiągając w gigancie, który ukończyła na ósmym miejscu. Na rozgrywanych rok później mistrzostwach świata juniorów w Sälen/Hemsedal powtórzyła ten wynik, zajmując też dziesiąte miejsce w biegu zjazdowym.
W zawodach Pucharu Świata zadebiutowała 26 listopada 1988 roku w Schladming, zajmując 16. miejsce w supergigancie. Pierwsze punkty (w sezonach 1980–1991 punktowało tylko piętnaście najlepszych zawodniczek) wywalczyła 24 listopada 1989 roku w Park City, od razu wygrywając rywalizację w gigancie. W zawodach tych wyprzedziła Diann Roffe-Steinrotter z USA oraz Austriaczkę Anitę Wachter. Było to jednak jej jedyne podium w zawodach tego cyklu, najbliżej czołowej trójki była 9 lutego 1991 roku w Garmisch-Partenkirchen, gdzie w supergigancie zajęła czwarte miejsce. Walkę o podium przegrała tam z Niemką Michaelą Gerg o 0,27 sekundy. Najlepsze wyniki osiągnęła w sezonie 1990/1991, kiedy zajęła 28. miejsce w klasyfikacji generalnej.
Największy sukces w karierze osiągnęła w 1991 roku, kiedy podczas mistrzostw świata w Saalbach wywalczyła srebrny medal w biegu zjazdowym. Rozdzieliła tam na podium Austriaczkę Petrę Kronberger i Swietłanę Gładyszewą z ZSRR. Był to jedyny medal wywalczony przez Bouvier na międzynarodowej imprezie tej rangi. Była też między innymi trzynasta w kombinacji na rozgrywanych dwa lata wcześniej mistrzostwach świata w Vail. W 1994 roku wystartowała na igrzyskach olimpijskich w Lillehammer, gdzie rywalizację w zjeździe zakończyła na 29. pozycji.
W 1996 roku zakończyła karierę.

## Osiągnięcia

### Igrzyska olimpijskie
| Miejsce | Dzień     | Rok  | Miejscowość | Konkurencja | Czas biegu | Strata | Zwyciężczyni    |
| ------- | --------- | ---- | ----------- | ----------- | ---------- | ------ | --------------- |
| 29.     | 19 lutego | 1994 | Lillehammer | Zjazd       | 1:35,93    | +2,92  | Katja Seizinger |

### Mistrzostwa świata
| Miejsce | Dzień       | Rok  | Miejscowość   | Konkurencja | Czas biegu | Strata      | Zwyciężczyni     |
| ------- | ----------- | ---- | ------------- | ----------- | ---------- | ----------- | ---------------- |
| 13.     | 2 lutego    | 1989 | Vail          | Kombinacja  | 5,65 pkt   | +82,54 pkt  | Tamara McKinney  |
| 32.     | 5 lutego    | 1989 | Vail          | Zjazd       | 1:46,50    | +6,33       | Maria Walliser   |
| 2.      | 26 stycznia | 1991 | Saalbach      | Zjazd       | 1:29,12    | +0,44       | Petra Kronberger |
| 6.      | 29 stycznia | 1991 | Saalbach      | Supergigant | 1:08,72    | +1,74       | Ulrike Maier     |
| 31.     | 5 lutego    | 1993 | Morioka       | Kombinacja  | 3,39 pkt   | +366,35 pkt | Miriam Vogt      |
| 20.     | 11 lutego   | 1993 | Morioka       | Zjazd       | 1:27,38    | +1,59       | Kate Pace        |
| DNF     | 12 lutego   | 1996 | Sierra Nevada | Supergigant | 1:21,00    | -           | Isolde Kostner   |
| 22.     | 18 lutego   | 1996 | Sierra Nevada | Zjazd       | 1:54,06    | +2,77       | Picabo Street    |

### Mistrzostwa świata juniorów
| Miejsce | Dzień     | Rok  | Miejscowość        | Konkurencja | Czas biegu | Strata | Zwyciężczyni       |
| ------- | --------- | ---- | ------------------ | ----------- | ---------- | ------ | ------------------ |
| 26.     | 20 lutego | 1986 | Bad Kleinkirchheim | Zjazd       | 1:40,93    | +7,28  | Hilary Lindh       |
| 8.      | 21 lutego | 1986 | Bad Kleinkirchheim | Gigant      | 2:06,61    | +2,10  | Lucia Medzihradská |
| 23.     | 22 lutego | 1986 | Bad Kleinkirchheim | Slalom      | 1:31,92    | +4,61  | Christa Hartmann   |
| 8.      | 20 marca  | 1987 | Sälen              | Gigant      | 2:22,07    | +2,08  | Deborah Compagnoni |
| 10.     | 26 marca  | 1987 | Hemsedal           | Zjazd       | 1:29,50    | +2,59  | Marika Daxer       |

### Puchar Świata

#### Klasyfikacje końcowe sezonu
- sezon 1989/1990: 37.
- sezon 1990/1991: 28.
- sezon 1992/1993: 103.
- sezon 1993/1994: 58.
- sezon 1994/1995: 28.
- sezon 1995/1996: 60.

#### Miejsca na podium w zawodach
1. Park City – 24 listopada 1989 (gigant) – 1. miejsce